# Moses Wasserzug
Moses Wasserzug (geb. um 1760 in Schokken bei Posen; gest. im 19. Jahrhundert), jiddisch Mosheh Wassercug, war ein polnisch-preußischer Chasan und Schochet.
Er wurde als Sohn eines jüdischen Textilhändlers geboren. 
Das Simon-Dubnow-Institut schreibt über seine Memoiren: „Die Memoiren des Moses Wasserzug, der im ausgehenden 18. und beginnenden 19. Jahrhundert für verschiedene jüdische Gemeinden zwischen Greifenhagen und Plock als Vorbeter, Schächter, Händler, Verwaltungsangestellter, Lehrer und Herbergswirt tätig war, gehören zu den wenigen aus dieser Zeit und Region überlieferten Selbstzeugnissen. Sie geben einen hervorragenden Einblick in das Alltagsleben von Juden an der Schwelle zur Moderne, zeigen aber auch die Stratifizierung der jüdischen Gesellschaft.“